# إعلان قيام سلطة الشعب
إعلان قيام سلطة الشعب هو الإعلان الذي أقره ممثلوا الشعب الليبي تحت قيادة العقيد معمر القذافي في المؤتمر القومي العام بتاريخ 2 مارس 1977.

## نص الإعلان[3]
إن الشعب العربي الليبي المجتمع في الملتقى العام للمؤتمرات الشعبية واللجان الشعبية والنقابات والاتحادات والروابط المهنية «مؤتمر الشعب العام» انطلاقاً من البيان الأول للثورة، ومن خطاب زوارة التاريخي واهتداء بمقولات الكتاب الأخضر، وقد اطلع على توصيات المؤتمرات الشعبية وعلى الإعلان الدستوري الصادر في 11 ديسمبر سنة 1969. وعلى قرارات وتوصيات مؤتمر الشعب العام في دور انعقاده الأول في الفترة من 5 إلى 18 يناير سنة 1976 ودور انعقاده الثاني في الفترة 13 إلى 24 نوفمبر 1976.
وهو يؤمن بما بشرت به ثورة الفاتح من سبتمبر العظيمة التي فجرها المفكر الثائر والقائد المعلم العقيد معمر القذافي على رأس حركة الضباط الأحرار الوحدويين تتويجاً لجهاد الآباء والأجداد من قيام النظام الديمقراطي المباشر ويرى فيه الحل الحاسم والنهائي لمشكلة الديمقراطية.
وهو يجسد الحكم الشعبي على أرض الفاتح العظيم إقراراً لسلطة الشعب الذي لا سلطة لسواه، يعلن تمسكه بالحرية واستعداده للدفاع عنها فوق أرضه، وفي أي مكان من العالم، وحمايته للمضطهدين من أجلها. ويعلن تمسكه بالاشتراكية تحقيقاً لملكية الشعب، ويعلن التزامه بتحقيق الوحدة العربية الشاملة، ويعلن تمسكه بالقيم الروحية ضماناً للأخلاق والسلوك والآداب الإنسانية ويؤكد سير الثورة الزاحفة بقيادة المفكر الثائر والقائد المعلم العقيد معمر القذافي نحو السلطة الشعبية الكاملة وتثبيت مجتمع الشعب القائد والسيد الذي بيده السلطة وبيده الثروة وبيده السلاح، مجتمع الحرية، وقطع الطريق نهائياً على كافة أنواع أدوات الحكم التقليدية من الفرد والعائلة والقبيلة والطائفة والطبقة والنيابة والحزب ومجموعة الأحزاب، ويعلن استعداده لسحق أي محاولة مضادة لسلطة الشعب سحقا تاماً.
إن الشعب العربي الليبي وقد استرد بالثورة زمام أمره، وملك مقدرات يومه وغده، مستعيناً بالله متمسكاً بكتابه الكريم أبداً مصدراً للهداية وشريعة للمجتمع، يصدر هذا الإعلان إيذاناً بقيام سلطة الشعب، ويبشر شعوب الأرض بانبلاج فجر عصر الجماهير.
- أولاً: يكون الاسم الرسمي لليبيا (الجماهيرية العربية الليبية الشعبية الاشتراكية).
- ثانياً: القرآن الكريم هو شريعة المجتمع في الجماهيرية العربية الليبية الشعبية الاشتراكية.
- ثالثاً: السلطة الشعبية المباشرة هي أساس النظام السياسي في الجماهيرية العربية الليبية الشعبية الاشتراكية، فالسلطة للشعب ولا سلطة لسواه، ويمارس الشعب سلطته عن طريق المؤتمرات الشعبية واللجان الشعبية والنقابات والاتحادات والروابط المهنية ومؤتمر الشعب العام، ويحدد القانون نظام عملها.
- رابعاً: الدفاع عن الوطن مسؤولية كل مواطن ومواطنة، وعن طريق التدريب العسكري العام يتم تدريب الشعب وتسليحه، وينظم القانون طريقة إعداد الإطارات الحربية والتدريب العسكري العام.

مؤتمر الشعب العام
صدر في القاهرة بمدينة سبها
في 12 ربيع الأول 1397 هـ

الموافق 2 مارس 1977.